# Aplikacija
Primjenjivi program, također poznat kao aplikacija, ili app (engl. Application software), računalni je program dizajniran za pomoć korisnicima da bi izvršavali jedan ili više određenih zadataka. Primjeri uključuju poslovne programe, računske programe, uredske programe, grafičke programe, medija izvođače.
Primjenjivi program je konstruiran sa sistemskim programom i programom koji djeluje između primjenjivog programa i mreže, koji upravlja i integrira računalne mogućnosti. Jednostavan primjer, iako nesavršen, analogno svijetu hardwarea bilo bi svjetlo (aplikacija) i elektrana (sistem). Elektrana generira električnu struju, ali nije zasebno od nikakve koristi dok se ne spoji na aplikaciju kao što je električno svjetlo koji izvršava usluge koje koriste korisniku.

## Terminologija
U računalnoj znanosti, aplikacija je skup naredbi, uputa ili računalnih programa dizajniranih da pomogne ljudima izvršavati aktivnost. Primjenjivi program se ovdje razlikuje od operacijskog sustava (programa koji pogoni računalo), pomoćnih programa (koji izvršavaju održavanje ili glavno-svrhovne posliće) i programskog jezika (s kojim se rade računalni programi). Ovisno o aktivnosti za koju je dizajnirana, aplikacija može manipulirati tekstom, brojkama, grafikom ili kombinacijom tih elemenata. Neki aplikacijski paketi nude zamjetnu računalnu moć koncentrirajući se na samo jedan zadatak kao što je obrada teksta, a drugi koji se zovu integrirani programi, su nešto manje moći, ali sadrže nekoliko primjenjivih programa. Programi pisani od korisnika tjeraju sisteme da zadovolje njihove vlastite potrebe. Program pisan od korisnika sadrži predloške proračunskih tablica, makro naredbe obrađivača teksta, znanstvene simulacije, grafičke i animacijske skripte. Čak su i e-mail filteri vrsta korisničkog programa. Korisnici stvaraju ove programe sami i često previde njihovu vrijednost. Prepoznavanje sistemskog programa kao što je operacijski sustav i primjenjiv program nije precizno i koji put je u suprotnosti sa samim sobom. Na primjer, jedno od glavnih pitanja je bilo, da li je Microsoftov internetski pretraživač dio Windows operacijskog sustava ili odvojivi dio (primjenjivi program). U nekim tipovima ugradbenog sustava, primjenjivi program i program operacijskog sustava mogu biti neraspoznatljivi korisniku, kao u slučaju programa koji se koristi za kontroliranje DVD playera, mikrovalne pećnice i sličnih elektroničkih uređaja. Navedene definicije mogu isključivati primjenjive programe koji postoje na nekim računalima u velikim organizacijama.

## Podjela primjenjivih programa
Postoji mnogo tipova primjenjivih programa:
- Suita primjenjivih programa sastoji se od više primjenjivih programa slijepljenih zajedno. Oni obično imaju povezane funkcije, obilježja i korisnička sučelja, i mogu imati međusobnu interakciju, na primjer otvarati zajedničke datoteke. Poslovni primjenjivi programi često dolaze u suitama, na primjer Mikrosoft Office i LibreOffice, koji vežu zajedno obrađivač teksta, proračunske tablice i ostalo, ali suite postoje i za druge svrhe kao na primjer grafika ili glazba.
- Poslovni program zadovoljava potrebe organizacijskih procesa i toka podataka (primjeri uključuju financijske sustave, sustave upravljanja odnosa sa strankom i programe upravljanja lancem potrepština). Odjelni program je podvrsta poslovnog programa s fokusom na manje organizacije ili skupine unutar velikih organizacija. (Upravitelj troškova putovanja, IT helpdesk)
- Poslovni infrastrukturni program pruža česte mogućnosti potrebne za potporu poslovnih programskih sustava (primjeri baze podataka, e-mail serveri i sustavi za upravljanje mrežama i sigurnosti).
- Program za rad s informacijama služi potrebama individualaca za stvaranje i upravljanje informacija, često za individualne projekte unutar odsjeka u odnosu na poslovno upraviteljstvo. Primjeri uključuju upravljač vremena, upravljač resorsa, alati za dokumentaciju, analitički i suradnički. Obrađivači teksta, proračunskih tablica, e-mail i blog klijenata, sustava za osobne informacije i individualni uređivači medija mogu pomoći u brojnim zadacima radnika s podacima.
- Programi za pristup sadržaju je program korišten primarno za pristup sadržaju bez mogućnosti uređivanja, ali može sadržavati program koji omogućuje uređivanje sadržaja. Takvi programi zadovoljavaju potrebe individualaca i skupina koji konzumiraju digitalnu zabavu i objavljeni digitalni sadržaj. (primjeri uključuju medij izvođače, tražilice, pretraživače za pomoć i igrice)
- Obrazovni program je povezan s programom za pristup sadržaju, ali ima sadržaj i/ili obilježja usvojena da ih koristere nastavnici ili učenici. Na primjer, mogu donositi procjene (testove), pratiti napredak kroz materijal ili sadržavati mogućnosti za suradnju.
- Programi za simulaciju su računalni programi za sumuliranje fizičkih ili apstraktnih sustava koji su za istraživanje, trening ili zabavu.
- Programi za izradu medija zadovoljavaju potrebe individualaca koji stvaraju ispisani i elektronički medij za druge koji će to konzumirati, najčešće u komercijalne ili obrazovne svrhe. Ovo uključuje program za grafičku umjetnost, program za objavljivanje stolnih radova, program za izradu multimedija, HTML uređivače, uređivače digitalne animacije, skladatelja digitalnog zvuka i filma i brojnih drugih.
- Mobilni primjenjivi programi vrte se na uređajima koji se drže u ruci i prenosivi su. Ti uređaji su mobilni telefoni, osobni digitalni pomoćnici i poslovni digitalni pomoćnici.
- Program za izradu programa korišten je u izradi hardware i software proizvoda. Ovo uključuje dizajn potpomognut računalom (DPK), stvaranje potpomognuto računalom (SPK), uređivanje računalnog jezika i alata za prevođenje, ugrađena stvaralačka okruženja i sučelja za programere primjenjivih aplikacija (sučelja za unos naredbi).
- Grafičko korisničko sučelje (GKS) je ono u kojemu se odabere naredba iz raznih izbornika, preko gumbi i ikona klikom miša. To je prijateljsko sučelje za korisnike. Windows i Mac OS su grafička korisnička sučelja.